# Monster (manga)
Pour les articles homonymes, voir Monster.
Monster (モンスター, Monsutā) est un manga de Naoki Urasawa. Il a été prépublié dans le magazine Big Comic Original de l'éditeur Shōgakukan entre décembre 1994 et décembre 2001. Le premier volume relié est paru en juin 1995 au Japon et le 18e et dernier en février 2002. Une édition Ultimate de neuf tomes est également sortie en 2008, chaque tome reprenant deux tomes de l'ancienne édition avec une nouvelle couverture et un format plus grand.
En France, cette œuvre est publiée aux éditions Kana dans son intégralité dans la collection Big Kana. L'édition Ultimate est également éditée sous le nom d'édition Intégrale, et les neuf tomes sont disponibles depuis août 2012.
Fort de son succès, le manga a été adapté en un anime de 74 épisodes produit par Madhouse, diffusé au Japon sur NTV entre le 7 avril 2004 et le 28 septembre 2005.
La diffusion de cet anime en France a débuté le 10 février 2006 à 18 h 20 sur Canal+ et s'est finie le 25 mai 2006. Il était diffusé sur France 4 en 2014.

## Histoire
L'histoire débute en Allemagne en 1986, à l'Eisler Memorial Hospital de Düsseldorf. Kenzô Tenma, le personnage principal, est un jeune neurochirurgien japonais aux compétences hors normes. Il est fiancé à Eva Heineman, la fille du directeur de l'hôpital, et est destiné à une brillante carrière. Pourtant, un jour, il refuse de donner en priorité ses soins au maire de la ville et préfère opérer un garçon blessé d'une balle dans la tête, arrivé à l'hôpital avant le maire. La sœur jumelle du garçon, très choquée, est elle aussi hospitalisée ; leurs parents adoptifs viennent d'être assassinés sauvagement chez eux. Le garçon s'en sort, mais le maire, confié à un autre chirurgien, décède. Le Dr Tenma est alors rétrogradé par le directeur de l'hôpital, et sa fiancée le quitte. Peu de temps après, le garçon et sa sœur disparaissent, à la suite des meurtres mystérieux de trois hauts responsables de l'établissement, dont le directeur.
Neuf ans plus tard, Tenma découvre l'auteur des meurtres : Johann, ce garçon de 10 ans qu'il avait sauvé semble être devenu un monstre semant la terreur autour de lui. C'est l'inspecteur Runge de la police criminelle — un homme rigide à tendance obsessionnelle — qui reprend en charge l'enquête après la police de province allemande ; il soupçonne évidemment Tenma, qui avait obtenu le poste de chef de service de chirurgie à la suite du décès de ses collègues. S'appuyant sur les faits plutôt que les rumeurs s'amplifiant autour de la personnalité du Dr Tenma, Rünge le poursuit sans relâche, tandis que ce dernier est à la recherche de Johann, pour l'arrêter.
Au fil du récit, il est révélé que Johann et sa sœur Anna sont des enfants issus de pratiques eugénistes. Leur jeunesse traumatisante d'enfants-cobayes, parmi d'autres de l'orphelinat du Kinderheim 511, est dévoilée par bribes au gré des épisodes, expliquant les objectifs apocalyptiques de Monster. Le "Monstre" n'est que le produit de l'occultation d'un passé inénarrable, celui de la création du parfait aryen dans le cadre du programme secret de Lebensborn. 

## Contexte
L'intrigue entraîne dans un thriller à mi-chemin entre fiction et faits historiques. Elle promène littéralement : tout d'abord en Allemagne (Düsseldorf, Munich, Francfort, Heidelberg), ensuite en République tchèque (Prague), dans un contexte de réunification allemande (après la chute du mur de Berlin), d'intervention d'ex-agents de la police politique tchécoslovaque, et de groupuscules néo-nazis. 

## Personnages

### Personnages principaux
- Kenzô Tenma (天馬 賢三, Tenma Kenzō?) (58 épisodes)

Le Dr Tenma est le personnage principal du manga. Il est un célèbre neurochirurgien japonais à l'hôpital Eisler Memorial. Il est connu pour son talent hors norme. Au début du manga, alors qu'il s'apprête à opérer un jeune garçon (arrivé à l'hôpital avec sa sœur jumelle traumatisée), il reçoit l'ordre de s'occuper du maire de Düsseldorf. Il refuse de s'occuper du maire et préfère, en priorité, s'occuper du cas du jeune garçon, et le maire est ainsi confié à un autre médecin qui ne réussit pas à le garder en vie. Le directeur lui interdit tout espoir de promotion, puis Eva, la fille du directeur, rompt leurs fiançailles. Il se voit même retirer la charge de l'enfant sauvé, la presse étant attendrie par cette histoire. Peu de temps après, le directeur et deux autres médecins meurent assassinées et les jumeaux disparaissent. Le commissaire Rünge, qui enquête sur l'affaire, le soupçonne de ces trois meurtres. Neuf ans après, il rencontre le jeune garçon qu'il a sauvé et apprend que celui-ci est l'assassin du directeur ainsi que des deux autres médecins. Il part alors à sa recherche pour le conduire devant la justice.
- Nina Fortner (ニナ・フォルトナー, Nina Forutonā?) / Anna Liebert (アンナ・リーベルト, Anna Rīberuto?) (29 épisodes)

La sœur jumelle de Johann. Elle est la seule qui s'en est sortie indemne après le meurtre de ses parents. Dans sa première apparition, elle semble mener une vie heureuse avec ses parents, mais se rend compte qu'il y a beaucoup de choses de son passé dont elle ne se souvient pas. Après sa disparition avec son frère, elle est adoptée par la famille Fortner qui vit à Heidelberg et qui n’était pas au courant que son identité est Anna Liebert. Elle est l'une des plus intelligentes étudiantes à l'université de Heidelberg. Elle travaille comme serveuse dans un restaurant et comme livreuse de pizzas et fait de l'aïkido. Elle a vécu une vie heureuse jusqu'à ce que Johann reprenne contact avec elle le jour de ses 20 ans. Elle décide ensuite de le poursuivre après qu'il a assassiné ses parents adoptifs. Durant une séance d'hypnose avec le Dr Gillen, sa personnalité change, devient violente et l'attaque, et révèle que son nom n'est pas Nina, mais elle refuse de dire son vrai nom. Elle révèle aussi, que son père était un soldat pour le gouvernement de la Tchécoslovaquie et a été tué avant sa naissance, et que sa mère était une activiste politique. Elle était présente lors du massacre de Ruhenheim. À la fin, elle reçoit son diplôme de l'université et veut devenir avocate.
- Heinrich Runge (ハインリッヒ・ルンゲ, Hainrikku Runge?) (24 épisodes)

Le commissaire Runge est un enquêteur du BKA qui est chargé d'enquêter sur les meurtres du directeur de l'hôpital et des deux autres médecins. Il considère Tenma comme le premier suspect de ces meurtres. Au début, il croit que Tenma a inventé Johann, mais ensuite il est convaincu que Johann est une autre personnalité de Tenma. Il est peut-être inspiré du personnage de Javert de Victor Hugo de son livre Les Misérables. Runge est complètement obsédé par Tenma, ce qui le conduit même jusqu'à négliger sa vie privée, sa femme et sa fille enceinte. Il est doté d'une mémoire hors du commun et souffre de troubles obsessionnels compulsifs. Sa manière de travail rude a conduit un des suspects à se suicider, ce qui contraint son supérieur à lui retirer tous ses dossiers. Après l'incendie à l'Université de Munich, Runge apprend pour la première fois l'existence de Johann. Il rencontre à la fin Grimmer et Tenma à qui il demande des excuses. Dans le dernier épisode, lui, Jan Suk et Fritz Vardemann visitent la tombe de Grimmer. On apprend alors qu’il a quitté son poste de commissaire et est devenu professeur à l’école de police et a maintenant de bonnes relations avec sa femme et sa fille.
- Johann Liebert (ヨハン・リーベルト, Yohan Rīberuto?) (23 épisodes)

Johann Liebert est le monstre, son passé sert d'intrigue principale au manga. Il est appelé monstre, le nouvel Hitler et le diable lui-même. Kenzô Tenma le sauve après qu'on lui a tiré une balle dans la tête. Il considère alors le docteur comme son père. Il déclare avoir un grand amour pour sa sœur jumelle et être loyal envers elle. Il a vécu son enfance dans divers lieux et familles, et porté des noms différents. Il est habile, très intelligent et un grand manipulateur et trompeur. Il est montré très gentil et compatissant avec les enfants. Son rêve est d'être le dernier homme à survivre dans le monde. Comme pour le personnage de Tenma, Johann a quelques similarités avec un personnage d'un manga d’Osamu Tezuka. En effet il partage quelques histoires avec le personnage Michio Yuki, comme être impliqué dans une expérience militaire secrète, tous les deux ont la capacité de manipuler les gens, et les deux veulent causer la fin du monde. Au dernier épisode, il se fait tirer encore une fois une balle dans la tête. Tenma réussit à lui sauver encore la vie, mais cette fois-ci il rentre dans un coma et est ensuite placé dans un hôpital de police. La dernière scène montre son lit vide et une fenêtre ouverte, laissant penser qu'il s'est échappé de l'hôpital.
- Dieter (ディーター, Dītā?) (22 épisodes)

Un jeune garçon qui croise le chemin de Tenma. Durant sa première rencontre avec lui, Dieter était pris en charge par Hartmann. Tenma découvre que Hartmann l'abuse physiquement pour faire de lui un soldat. En effet, Hartmann veut faire de lui un autre Johann en utilisant les mêmes conditions de vie de Kinderheim 511. Il décide alors de le protéger et le ramène avec lui et l'aide à changer sa vision pessimiste du monde. Il rêve de devenir footballeur. Dieter suit Tenma, à la recherche de Johann, pour l'empêcher de devenir meurtrier. Il fait ensuite la rencontre de Nina et l'aide à retrouver la mémoire. Dans l'épisode 33, il rencontre un autre enfant qui essaye de le rendre pessimiste et de le convaincre de se mettre en danger comme de sauter d'un toit. Toutefois, Dieter résiste et refuse en expliquant qu'il veut vivre de nouvelles expériences.
- Eva Heinemann (エヴァ・ハイネマン, Eva Haineman?) (18 épisodes)

Eva est la fiancée de Tenma dans les premiers épisodes et aussi la fille de directeur Heinemann. Elle rompt avec Tenma après qu'il a refusé d'opérer le maire. Le meurtre de son père l'a beaucoup affecté, et essaie ensuite de réconcilier avec Tenma mais il refuse, ce qui la rend furieuse. Elle se marie plusieurs fois mais ses mariages tombent toujours à l'eau. Elle se sent triste, et décide de tenter encore une fois sa chance avec Tenma, mais elle est rejetée une seconde fois. Elle sombre dans l'alcoolisme, et décide de se venger en l'accusant du meurtre de son père. Petr Capek et Baby ont engagé Martin pour qu'il l'amène à Francfort. Eva s'attache vite à lui. Martin ayant été tué en essayant de la protéger, Eva, dévastée, décide de venger sa mort. Après quelques séances avec le Dr Reichwein, elle réussit à se faire guérir. À la fin du manga, Eva est devenu décoratrice d’intérieur et elle n'est plus en colère contre Tenma.

### Personnages récurrents
- Docteur Julius Reichwein (21 épisodes)

Julius Reichwein est un psychologue et ancien professeur de Kenzo Tenma. Il s’occupera d'un patient nommé Richard qui enquête sur Johann et sera entraîné dans cette enquête malgré lui.
- Wolfgang Grimmer (15 épisodes)

Wolfgang est un journaliste indépendant qui travaille sur les orphelinats qui brutalisent les enfants. Il rencontre Tenma et devient son ami. Grimmer est un ancien espion de l'ex-Allemagne de l'Est et un ancien enfant du 511 Kinderheim. Il souffre d’un dédoublement de la personnalité qui se révèle quand il est en grand danger, personnalité qui le rend puissant et particulièrement violent. Il tient ce dédoublement de la personnalité à la suite de la maltraitance qu’il a subi au Kinderheim 511. Il est aussi obnubilé par le dessin animé L’incroyable Steiner, dessin animé représentant le protagoniste comme ayant un dédoublement de la personnalité. Wolfgang se fera plus tard tuer par les hommes de main de Robert, alors qu’il avait refusé de switcher avec son autre personnalité.
- Karl Neumann (15 épisodes)

Karl est étudiant à l'université de Munich. Il a vécu dans des familles d’accueil. Karl s'est rendu à Munich pour retrouver ses parents naturels. Karl sait que son père est un ancien magnat des affaires et tente d'établir un contact avec lui mais sans lui révéler qui il est. Finalement grâce à Johann, Karl et son père finissent par se retrouver.
- Hans Georg Schuwald (15 épisodes)

Père biologique de Karl Neumann. Riche homme d'affaires. Manipulé par Johann.
- Rudy Gillen (14 épisodes)

Un criminologiste et ancien camarade d'école de Tenma. Il aida Tenma à s'échapper après l'avoir piégé. Il a pu obtenir des informations sur Johann des autres criminels qu'il avait interrogés. Il est aussi un ancien étudiant de Dr Reichwein. Il aide ensuite Nina à se rappeler son passé en se servant de l'hypnose. Il a travaillé avec l'inspecteur Egon Weisbach en interrogeant des criminels qui n'ont pas suivi leurs modus operandi. Il accompagne Nina à la fin de la série à Ruhenheim.
- Robert (11 épisodes)

Robert est un tueur dévoué à Johann. Il accepte toutes les missions qui lui sont confiées.
- Lotte Frank (10 épisodes)

Lotte est une étudiante à l'université de Munich et est attirée par Karl Neumann. Lotte tentera de l'aider à retrouver sa mère naturelle "Margotte Langer" et son père Hans Georg Schuwald. Lotte deviendra ensuite l'amie de Nina qu'elle rencontrera et l'aidera dans la recherche de la vérité sur Johann. Lotte finira par comprendre le lien de parenté entre son amie et le tueur en série puis soutiendra Nina dans son enquête et dans la recherche de ses souvenirs.
- Jan Suk (8 épisodes)

Jan est un détective de la police de Prague. Il était l'apprenti de l'inspecteur Zeman et a enquêté sur son assassinat.
- Otto Heckel (7 épisodes)

Un voleur qui croise le chemin de Tenma. Il n'a jamais essayé d'aider Tenma dans sa recherche de Johann, mais au contraire, il essaye de convaincre Tenma de laisser tomber Johann et l'aider à gagner de l'argent par tous les moyens. Il est devenu l'ami de Dieter. À la fin de la série, il informe Dieter qu'il a réussi à retrouver la mère des jumeaux.

### Personnages secondaires
- Baby (4 épisodes)

Il est mentionné pour la première fois dans le chapitre 26. Son vrai nom n'a jamais été révélé. Il voit Johann comme étant l'homme blanc idéal qui pourrait gouverner le monde et devenir le successeur d'Hitler. Il travaille pour les quatre hommes qui veulent voir Johann à la tête de leur parti politique. Il a essayé d'utiliser Nina pour retrouver Johann, mais aussi pour se protéger de lui. Il rencontre une prostituée qui croit l'aimer, mais elle le tue ensuite.
- Martin Reest (4 épisodes)

Martin est un tueur à gages employé par Baby. Martin a perdu son ancienne petite amie, droguée, Edda, qui s'est tuée après que Martin l'a surprise en train de coucher avec son ex. Martin a ensuite tué l'ex petit ami et a purgé une peine de huit ans. Martin a été ensuite chargé de protéger Éva puis il a fini par se rapprocher d'elle. Martin se fera plus tard assassiner.
- Richard Brown (4 épisodes)

Richard est un détective privé embauché par Hans Georg Schuwald pour enquêter sur la mort suspecte d'Edmund Farhen. Richard est hanté par le meurtre qu'il a commis en tuant un tueur en série et consulte le psychologue Julius Reichwein pour soigner son alcoolisme et surmonter cette épreuve. Il sera plus tard poussé au suicide par Johann qui lui tendra une bouteille d'alcool.
- Blue Sophie (3 épisodes)

Sophie Blue est une ancienne prostituée qui se fait passer aux yeux de Hans Georg Schuwald pour Margotte Langer, la mère de Karl pour recevoir de l'argent. Blue Sophie comprit que Johann était un tueur et tenta de le faire chanter mais elle sera assassinée par Robert.
- Mme Hess (2 épisodes)

Madame Hess consulte le docteur Julius Reichwein en raison de ses problèmes conjugaux. Reichwein proposa que son mari vienne le voir ce que sa patiente accepta. Son mari se présenta et il s'avéra qu'il s'agissait de Robert venu tuer le psychologue. Plus tard, Madame Hess sous les ordres de Johann, mettra le feu à la bibliothèque de l'université.
- Melse (2 épisodes)

Melse travaille en tant que secrétaire pour le docteur Julius Reichwein. Melse sans le savoir mettra son patron en danger lorsque celle-ci partira laissant Reichwein avec le mari de Madame Hess qui n'est autre que Robert. Melse révélera plus tard à son patron que le docteur Temna a été arrêté à Prague.
- Udo Heinemann (ウド・ハイネマン, Udo Haineman?)

Le directeur de l'hôpital Eisler Memorial Hospital. Il a été impressionné par le talent de Tenma et lui offre la main de sa fille. Il a profité de talent de Tenma en lui demandant d'écrire ses discours et plusieurs articles. Quand Tenma a refusé d'opérer le maire pour opérer Johann, Heinemann l'a remplacé par le Dr Boyer pour le poste de chef du service de chirurgie et fait disparaître toute chance d'avoir un grand avenir. Il est retrouvé mort dans son bureau empoisonné par un bonbon qu'il a mangé dans la chambre de Johann Liebert.
- Dr Oppenheim (ドクター・オッペンハイム, Dokutā Oppenhaimu?)

Le Dr Oppenheim est le chef du service de chirurgie à l'hôpital Eisler Memorial Hospital. Il est retrouvé mort avec le Dr Boyer. Tous les deux ont été empoisonnés par un bonbon qu'ils ont retrouvé dans la chambre de Johann. Après sa mort, Tenma a pris sa place en tant que chef du service de chirurgie.
- Dr Boyer (ドクター・, Dokutā?)

Le Dr Boyer est un chirurgien à l'hôpital Eisler Memorial Hospital. Il a reçu également l'ordre d'opérer le maire. Comme le directeur Heinemann et le Dr Oppenheim, Boyer a été retrouvé mort empoisonné par un bonbon laissé par Johann dans sa chambre.
- Dr Becker (ドクター・, Dokutā?)

Le Dr Becker est un chirurgien à l'hôpital Eisler Memorial Hospital. C'est lui qui s'est occupé de l'homme qui est arrivé avant la chanteuse de l'opéra F. Rosenbach et n'a pas réussi à lui sauver la vie. Il a aussi aidé Tenma à opérer Johann. Dr Becker est ensuite devenu l'ami de Temna et a tenté de lui trouver une fiancée.
- Halanka Novakova

Halanka, aussi appelée Margotte Langer, est la mère de Karl Neuman et l'ancienne amante d'Hans Georg Schuwald. Halanka est devenue une prostituée après son arrivée en Allemagne. Halanka a plus tard abandonné son fils après s’être occupé de lui pendant quelques années pour qu'il puisse vivre une vie normale. Halanka sera ensuite assassinée.
- Michael Müller

Michael Müller est un policier qui, avec son collègue Mäsner, participait à un trafic de drogue et a subi le chantage de Johann qui les a obligés à tuer les parents adoptifs de Nina Fortner, la sœur biologique de Johann. Après cela Müller reçut une grosse somme d'argent et partit à Nice avec sa nouvelle femme et son fils. Müller se sentait coupable des meurtres qu'il avait commis. Nina le retrouva et voulut le tuer mais renonça en voyant ses regrets. Robert son garde du corps voulut reprendre la serviette qui contenait des informations sur lui et Johann en menaçant sa famille mais Nina l'aida puis Müller lui sauva la vie plus tard à son tour.
- Erich et Christianne Fortner

Mr et Madame Fortner se sont occupés de Johann et Nina lorsque les Liebert ont été assassinés. Johann s'est enfui quelque temps après, laissant sa sœur mais promettant de venir la chercher le jour de ses 20 ans. Les Fortner ont élevé Nina comme si elle était leur fille et ont décidé de ne pas lui avouer qu'elle avait été adoptée pour ne pas lui rappeler son passé douloureux. Les Fortner, après avoir rencontré le docteur Tenma qui les a prévenus du danger qui pesait sur leur fille, ont été assassinés par Mäsner et Müller.
- Mr Rosso

Mr Rosso tient un restaurant et a offert un emploi de serveuse à Nina Fortner et tous les deux sont devenus amis. Mr Rosso est un ancien tueur à gages qui a changé de vie pour pratiquer sa passion pour la cuisine. Mr Rosso connait l'histoire tragique de Nina.
- Mäsner

Mäsner était un policier corrompu qui collaborait à un trafic de drogue. Il a été victime de chantage par Johann et a ensuite été obligé d'assassiner les parents adoptifs de Nina Fortner. Mäsner tombera ensuite dans la drogue et sera assassiné plus tard par Robert.
- Général Helmut Wolf

Le soldat qui a retrouvé les jumeaux pour la première fois. Il est l'un des quatre hommes (avec Goedelitz et Petr Capek) qui veulent installer Johann comme leader de leur parti politique. C'est lui qui a donné à Johann son nom, le nom d'un garçon de la bande dessinée Un Monstre sans Nom. Il est le seul des quatre individus à ne pas vouloir mettre Johann à la tête de leur parti politique. Tous les membres de sa famille ont été tués par Johann. Il a fait la rencontre de Dr Tenma, et avant de mourir il lui demande de raconter son histoire comme preuve qu'il a existé.
- Franz Bonaparta

Franz est un psychologue, psychiatre et auteur de livres pour enfants pour les endoctriner comme le livre "Monster". Il est responsable d'expériences pour créer un "enfant parfait". Franz finira par essayer de se repentir et tuer Johann mais sera tué par Robert.
- Egon Weisbach (?)

Egon Weisbach est l'un des inspecteurs de police qui ont travaillé sur le meurtre des Liebert. Il a visité Anna Liebert à Eisler Memorial Hospital et a essayé de l'aider à se souvenir de son nom et celui de son frère. Neuf ans après, Egon était sur le point de prendre sa retraite et sa dernière mission était de transférer Rheinhardt Dinger, un meurtrier, à la station de police où il travaille.
- Professeur Kronecker

Kronecker est un enseignant de Nina à l'université de Heidelberg. Réputé pour sa grande sévérité, il a toujours critiqué Nina pour ses retards répétés, mais a permis de montrer son talent pour le droit. À la fin du manga, il l'informe qu'elle a obtenu son diplôme.

## Manga
Le manga compte en tout 18 tomes, tous publiés en France par Kana. Une édition Intégrale de 9 tomes a par la suite vu le jour.

### Livres dérivés
- Mō hitotsu no Monster (もうひとつのMONSTER?, lit. « Un autre monstre »), Shōgakukan, 2002, journal du personnage Werner Weber en épilogue de Monster
- Namae no nai kaibutsu (なまえのないかいぶつ?, « Un monstre sans nom »), Shōgakukan, 2008, livre d'images du personnage Emil Sebe, paru en France en supplément du volume 18 de Monster, contenant quatre histoires imaginaires d'origine tchèque :
  - Emil Sebe, Obluda, která nemá své jméno (« Un monstre sans nom »)
  - Jakub Farobek, Velkooký, velkoústý (めのおおきなひと くちのおおきなひと, Me no ōki-na hito, kuchi no ōki-na hito?, « Le Garçon aux grands yeux et le garçon à la grande bouche »)
  - Klaus Poppe, Bůh míru (へいわのかみさま, Heiwa no kamisama?, « Le Dieu de la paix »)
  - Auteur inconnu, Obluda se probouzí (めざめるかいぶつ, Mezameru kaibutsu?, lit. « Le Monstre se réveille »)

### Récompenses
- 1997 : Prix d'Excellence du Festival des arts médias de l'Agence pour les affaires culturelles, catégorie Manga
- 1999 : Grand Prix du prix culturel Osamu Tezuka
- 2001 : Prix du manga Shōgakukan, catégorie Général (seinen)[2]
- 2005 :  Italie Prix Micheluzzi de la meilleure série étrangère

### Éditions
- Japon : Shōgakukan
- France : Kana
- États-Unis,  Canada : Viz Media

## Anime

Exemple de logo japonais du manga, les couleurs et la forme du dégradé changent à chaque tome, celle-ci est proche de celle utilisée dans l'anime.

### Fiche technique
- Titre de la série : Monster
- Réalisateur : Masayuki Kojima
- Compositeur : Kuniaki Haishima
- Animation : Madhouse
- Épisodes : 74
- Diffusée sur :
  -  NTV
  -  Canal+ (à partir du 10 février 2006 à 18h25)[3] France 4 (à partir du 5 avril 2014)
- Interdit aux moins de 12 ans

### Doublage
| Personnage                  | Voix japonaises  | Voix françaises          |
| --------------------------- | ---------------- | ------------------------ |
| Kenzô Tenma                 | Hidenobu Kiuchi  | Taric Mehani             |
| Nina Fortner / Anna Liebert | Mamiko Noto      | Karine Foviau            |
| Johann Liebert              | Nozomu Sasaki    | Sébastien Desjours       |
| Wolfgang Grimmer            | Hideyuki Tanaka  | Pierre Tessier           |
| Dr Leichwein                | Ichirō Nagai     | Patrice Melennec         |
| Dieter                      | Junko Takeuchi   | Kévin Sommier            |
| Eva Heinemann               | Mami Koyama      | Ariane Deviègue          |
| Inspecteur Runge            | Tsutomu Isobe    | Bernard Alane            |
| Lotte Frank                 | Hikami Kyouko    | Laurence Sacquet         |
| Docteur Gillen              | Takayuki Sugou   | Pierre-François Pistorio |
| Karl Neumann                | Tomokazu Seki    | Éric Aubrahn             |
| Richard Brown               | Hiroshi Arikawa  | Philippe Dumond          |
| Jaromir Lipski              | Hiroaki Hirata   | Patrick Borg             |
| Otto Heckel                 | Yoshito Yasuhara | Emmanuel Karsen          |
| M. Heinemann                | Masaru Ikeda     | Sylvain Lemarié          |

## Série live
En 2013, lors du Los Angeles Times Hero Complex Festival, le réalisateur Guillermo del Toro annonce qu'il a soumis à la chaîne de télévision américaine HBO le script de l'épisode pilote de son projet d'adaptation en série live de Monster. À la demande de Naoki Urasawa, celle-ci se veut très fidèle au manga, suivant strictement l'histoire du manga, sans contenu additionnel. Cependant, le 16 octobre 2015, Guillermo del Toro annonce que HBO n'a pas retenu le projet ; il continue malgré tout à soumettre ses scripts à d'autres compagnies.

### Documentation
- Paul Gravett (dir.), « De 1990 à 1999 : Monster », dans Les 1001 BD qu'il faut avoir lues dans sa vie, Flammarion, 2012 (ISBN 2081277735), p. 619.
- Kara, « Doc' Injustice », BoDoï, no 57,‎ novembre 2002, p. 86.